# Zábeštní Lhota
Zábeštní Lhota é uma comuna checa localizada na região de Olomouc, distrito de Přerov.